# Melittosporiella pulchella
Melittosporiella pulchella är en svampart som tillhör divisionen sporsäcksvampar, och som beskrevs av Höhn.. Melittosporiella pulchella ingår i släktet Melittosporiella, ordningen Rhytismatales, klassen Leotiomycetes, divisionen sporsäcksvampar och riket svampar. Arten är reproducerande i Sverige.